# Vilajet
Vilajet (turski: vilayet) predstavlja administrativno upravnu podjedinicu Osmanskog Carstva. Upravnik vilajeta je bio valija. Vilajeti su se dijelili na sandžake, (na turskom, sancak), kojima su upravljali begovi, također poznati kao sandžak-begovi.
Vilajeti su oformljeni 1864. godine u Osmanskom carstvu, administrativnom reformom, kada su ajaleti preoblikovani u vilajete. Bosna je bila jedna od konstitutivnih provincija, vilajeta, Osmanskog Carstva, sve do austro-ugarskog pripojenja, 1908.